# Beschreibstoff

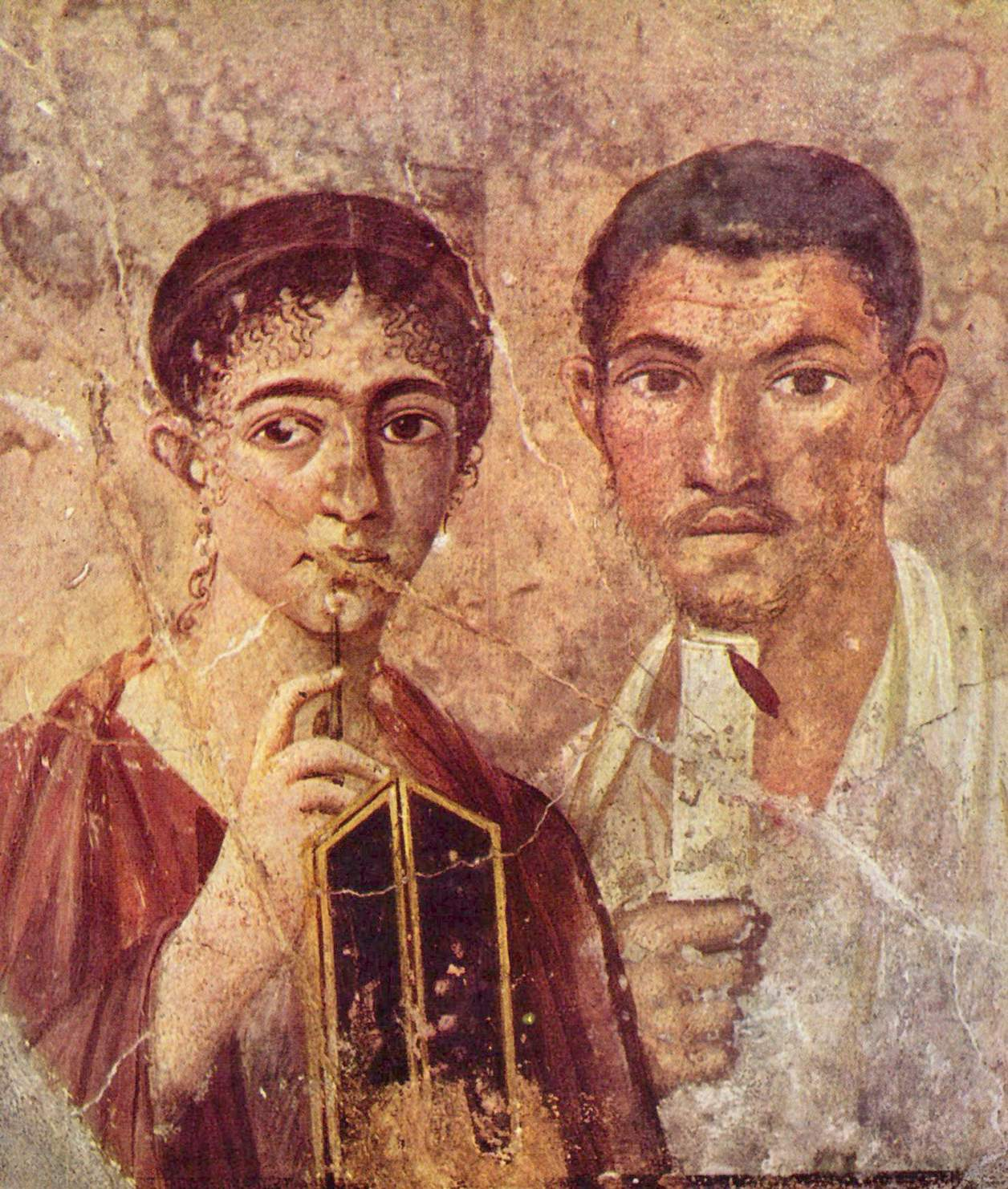
Porträt des Terentius Neo und seiner Frau. Sie hält ein Diptychon und einen Griffel (Stilus), er eine Schriftrolle (Rotulus) aus Papyrus. Fresko aus Pompeji, (Archäologisches Nationalmuseum Neapel)

Als Beschreibstoffe bezeichnet man in der Paläographie und Epigraphik die Materialien, auf denen manuell geschrieben wurde. Hingegen sind Bedruckstoffe Materien, die mit Drucktechniken bedruckt werden.
In die ältesten Beschreibstoffe, Holz, Stein, Ton und Metall, wurde die Schrift eingeritzt oder eingeschlagen; mit dieser Art zu schreiben und ihren Produkten beschäftigen sich die Epigraphik und (mit Ausnahme der monumentalen Inschriften auf Stein oder Bronze) die Papyrologie. Beschreibstoffe, mit denen sich die Paläographie befasst, sind Wachs, Papyrus, Pergament und Papier. Die technischen Eigenschaften dieser wechselnden Materialien beeinflussten neben anderen, teils selbst technischen, teils kulturellen Faktoren, die Entwicklung der Schriftgestaltung. Auch die übrigen zum Schreiben gebrauchten Materialien und Geräte, die Schreibstoffe, mussten zum jeweiligen Beschreibstoff passen.